# Trần Thanh Ngọc
Trần Thanh Ngọc (sinh ngày 23- 12- 1920 tại Hà Nội) là một nữ họa sĩ Việt Nam, tốt nghiệp Khóa Tô Ngọc Vân (1955- 1957) và Trường Đại học Mĩ thuật Việt Nam khoá II (1958 - 1963); Bà được phong tặng danh hiệu nhà giáo Ưu tú, được nhận Giải thưởng Nhà nước về Văn học Nghệ thuật, Huân chương Kháng chiến chống Mĩ cứu nước hạng Ba, Huy chương Vì sự nghiệp giáo dục đào tạo, Huy chương Vì sự nghiệp Văn học Nghệ thuật Việt Nam, Huy chương Vì sự nghiệp Mĩ thuật Việt Nam, Huy hiệu 30 năm tuổi Đảng cho những đóng góp miệt mài bền bỉ của mình cho nền Mĩ thuật  và sự nghiệp giáo dục & đào tạo đội ngũ mỹ thuật Việt Nam.

## Tiểu sử
Trần Thanh Ngọc sinh ngày 23 tháng 12 năm 1920 tại Hà Nội là một nữ họa sĩ Việt Nam sinh trưởng trong một gia đình gia giáo với người cha Trần Ngọc Hậu là giám đốc nha công chính toàn Đông dương và (ông cũng là người xây dựng và giám đốc đầu tiên của ngành thủy lợi Việt Nam), mẹ là bà Vũ Thị Đức, con gái phố Hàng Dầu (phố cổ Hà nội), một người vợ hiền ở nhà tề gia nội trợ và nuôi dạy 13 người con khôn lớn trưởng thành.
Họa sĩ Nam Sơn - người  cùng họa sĩ Tardieur người Pháp đồng sáng lập trường Mỹ thuật Đông Dương,  là người phát hiện ra năng khiếu hội họa của bà Ngọc. Bà Ngọc gọi cụ Nam Sơn là cậu. Trong một lần đứng trên ban công nhà cùng cháu gái, cụ đã vô tình thấy cháu ký hoạ rất nhanh chuỗi hình ảnh một người đi xe đạp từ xa tiến lại. Cụ kinh ngạc và thú vị trước khả năng quan sát, nét vẽ sống động và chính xác của cháu gái nên đã xin với ông Trần Ngọc Hậu cho cháu theo học mỹ thuật. Trong danh sách các hoạ sỹ VN học trường mỹ thuật Đông Dương thì không có bà Ngọc. Bởi bà tham gia học một thời gian rất ngắn và chưa thành danh thì đã thôi học lấy chồng. Khi đó bà mới 16 tuổi.
Yêu thích nghệ thuật từ nhỏ nhưng chỉ mãi đến khi là mẹ của năm người con thì bà mới bắt đầu học về mỹ thuật và tham gia khoá Tô Ngọc Vân từ năm 1955 và là học viên khoá II tại trường Đại học Mỹ thuật Việt Nam từ năm 1958 đến 1963. 
Bà đã có nhiều công lao đóng góp cho nền mỹ thuật Việt Nam đồng thời bà còn có nhiều công lao đóng góp cho sự nghiệp giáo dục, đào tạo đội ngũ mỹ thuật Việt Nam;
Bà ra đi rất nhẹ nhàng vào hồi 1h58 sáng 20 tháng 12 năm 2017 (tức ngày 3 tháng 11 năm Đinh Dậu) do tuổi cao tại nhà. Lễ tang được tổ chức trọng thể tại Nhà tang lễ Bộ Quốc phòng, số 5, Trần Thánh Tông, Hà Nội.

## Quá trình công tác
Sau khi tốt nghiệp đại học mĩ thuật, bà làm giảng viên (1963- 1967); Phó chủ nhiệm khoa đồ hoạ Trường Đại học Mĩ thuật Công nghiệp Hà Nội (1967- 1981). Trong quá trình công tác bà được phong danh hiệu Nhà giáo Ưu tú; được tặng Huân chương Kháng chiến chống Mĩ cứu nước hạng Ba; Huy chương Vì sự nghiệp giáo dục đào tạo; Huy chương Vì sự nghiệp Văn học Nghệ thuật Việt Nam; Huy chương Vì sự nghiệp Mĩ thuật Việt Nam; Huy hiệu 30 năm tuổi Đảng. Trần Thanh Ngọc là nữ họa sĩ thuộc thế hệ kháng chiến chống Mĩ cứu nước. Khi về hưu bà tiếp tục sáng tác và giúp đỡ phát triển nghệ thuật thế hệ trẻ tại khu phố (quận Hoàn Kiếm) và là thành viên tích cực của Hội Mỹ thuật Việt nam với tranh được triển lãm thường niên.
Tác phẩm của bà được sáng tác bằng nhiều chất liệu, phần lớn sơn mài và lụa.  Tác phẩm của họa sĩ Trần Thanh Ngọc đã được tặng: Giải Ba Triển lãm Mĩ thuật Toàn quốc năm 1960; Giải Nhì Triển lãm Mĩ thuật Thủ đô năm 1983; Giải Nhì Triển lãm về đề tài lực lượng vũ trang và chiến tranh cách mạng năm 1985; Giải tặng thưởng Khu vực I (Hà Nội) của Hội Mĩ thuật Việt Nam năm 1999; Giải thưởng mĩ thuật hội viên cao tuổi của Ủy ban Toàn quốc Liên hiệp Văn học Nghệ thuật Việt Nam năm 1997.
Năm 2001 họa sĩ Trần Thanh Ngọc đã được tặng Giải thưởng Nhà nước về Văn học Nghệ thuật đợt I cho các tác phẩm: Dân công chiến dịch Điện Biên Phủ - lụa (1974); Vườn Đại Phong - Sơn mài - 80x110cm (1962); Bác Hồ - Lụa - 60x90cm (1984); Phố Cao Bằng - Lụa - 60x90cm (1990); Nhà Bác Hồ trong kháng chiến - Sơn mài - 80x110cm (1984); Câu lạc bộ thiếu nhi - Sơn khắc - 80x100cm (1997); Chùa Kim Liên - Lụa - 58x75cm (1998). Các tác phẩm của bà hiện được treo tại Bảo tàng Mỹ thuật Việt Nam.
Bà đã có nhiều công lao đóng góp cho nền mỹ thuật Việt Nam và sự nghiệp phát triển văn học nghệ thuật nước nhà, đồng thời bà còn có nhiều công lao đóng góp cho sự nghiệp giáo dục, đào tạo đội ngũ mỹ thuật Việt Nam;

## Sự nghiệp mỹ thuật
Thời đó học mỹ thuật bà Thanh Ngọc phải đi thực tế rất nhiều. Những chuyến đi khắp đất nước (từ vĩ tuyến 17 trở lên) kéo dài nhiều tháng đem lại cho bà nhiều nhất là những bức ký hoạ. Từ màu nước, mực nho, bút sắt, than... trên mọi loại giấy như giấy dó, giấy điệp, cả giấy báo... ký hoạ của bà thể hiện phong cảnh những vùng quê thanh bình yên ả, miền sơn cước sơn thủy hữu tình. Những ký hoạ chân dung cụ già, thiếu nữ, em bé đều giản dị, duyên dáng, tình cảm như con người bà. Sau này bà học chuyên sâu về lụa và sơn mài.
Tranh phong cảnh đồng quê Việt của Trần Thanh Ngọc thanh bình, phác hoạ những nét đẹp của cuộc sống miền Bắc sau chiến tranh, những bức tranh vẽ chuyên gia Liên Xô sang giúp đỡ xây dựng thủy điện Hoà Bình, Dân công chiến dịch Điện Biên Phủ trên chất liệu lụa hay những bức tranh sơn dầu sắc nét Vườn Đại Phong, đằm thắm như một người mẹ.
Trần Thanh Ngọc miệt mài học tập và đi thực tế, bà dành nhiều tình cảm cho đồng quê, phụ nữ và đời sống lao động và sản xuất tại Việt Nam.

## Tôn vinh
Bà tham gia nhiều triển lãm mỹ thuật trong và ngoài nước và để lại hàng trăm tác phẩm mỹ thuật được công chúng yêu nghệ thuật đánh giá cao và lưu giữ tại Bảo tàng Mỹ thuật Việt Nam.
| “ | Đẹp, trong sáng và yên bình, đó là phong cách của Thanh Ngọc | ” |

Không khó tính trong việc lựa chọn đề tài, luôn trung thành với phong cách hiện thực, nữ họa sĩ Thanh Ngọc đã tự khẳng định dấu ấn của riêng mình trong những thế hệ đầu tiên của Mỹ thuật Việt Nam. "Rất hiện thực, đời thường, đầy tính nhân hậu mà mềm mại, ấm nóng như chính hơi thở cuộc sống". Cùng với bảy tác phẩm khác, Vườn Đại Phong của Thanh Ngọc vinh dự được Chủ tịch nước trao tặng Giải thưởng Nhà nước về văn học - nghệ thuật 2001, trước đó đã được một nhà xuất bản Liên Xô (cũ) in thành bưu thiếp lưu niệm trong nhiều năm liền. "Đó là năm 1963, sau khi bà bảo vệ tốt nghiệp xong, tranh được gửi đi triển lãm ở Đức. ông Mayer, giám đốc Verlag Der Kunst (Nhà xuất bản Nghệ thuật) ở Dresden rất thích, đề nghị bà cho phép phiên bản để phổ biến tại Đức."
Bà là nhà giáo Ưu tú; được tặng Huân chương Kháng chiến chống Mĩ cứu nước hạng Ba; Huy chương Vì sự nghiệp giáo dục đào tạo; Huy chương Vì sự nghiệp Văn học Nghệ thuật Việt Nam; Huy chương Vì sự nghiệp Mĩ thuật Việt Nam; Huy hiệu 30 năm tuổi Đảng